# Geel vogelkopmosdiertje
Het geel vogelkopmosdiertje (Bugulina simplex) is een mosdiertjessoort uit de familie van de Bugulidae. De wetenschappelijke naam van de soort is, als Bugula simplex, voor het eerst geldig gepubliceerd in 1886 door Hincks.

## Verspreiding
Het geel vogelkopmosdiertje werd vanuit het Middellandse zeegebied naar de Nederlandse en Belgische streken getransporteerd als aangroei op de romp van vrachtschepen en jachten. Zijn oorsprongsgebied is echter ongekend. Het geel vogelkopmosdiertje ziet er wat struikachtig uit en werd in 2000 voor het eerst in Belgische wateren waargenomen, meer specifiek in de jachthaven van Oostende. Nagenoeg alle waarnemingen van deze soort komen uit havens en jachthavens.